# Conrad Gbaguidi

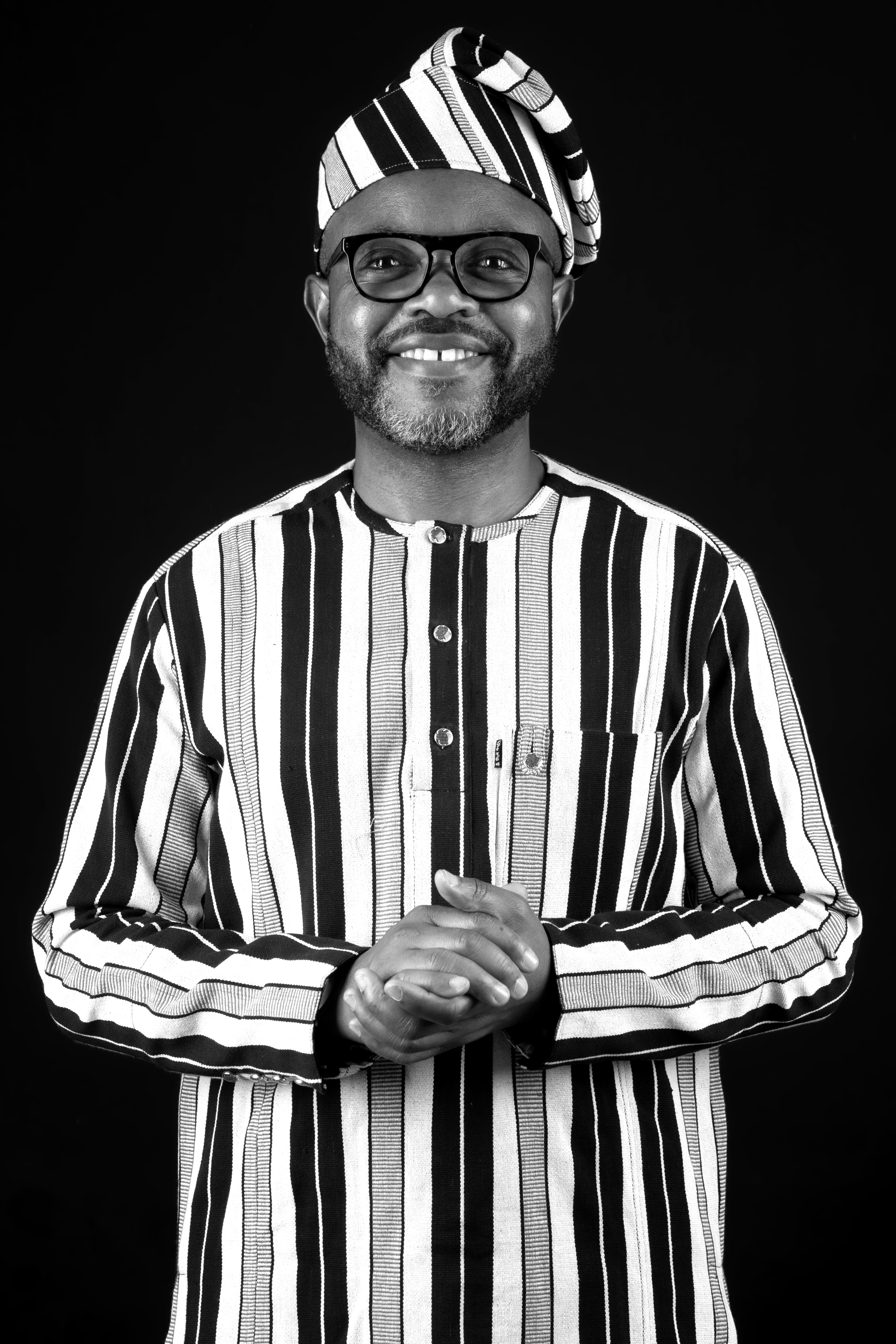
Conrad GBAGUIDI en 2024

Conrad Gbaguidi est un entrepreneur béninois, sociologue et informaticien de formations. Il est élu président du Conseil économique et social (CES) du Bénin le 26 février 2025 et vice-président de l’Union des Conseils économiques et sociaux et institutions similaires de la Francophonie (UCESIF) depuis mai 2025.  Le 13 août 2025, il est élevé au grade de Grand officier de l’Ordre national du Bénin.

## Biographie

### Jeunesse et formation
Il est sociologue et informaticien de formations.

### Parcours professionnel
En 2004, il fonde à Paris le cabinet MGT Conseils, spécialisé dans la transformation digitale et la stratégie organisationnelle, actif en France et en Afrique de l’Ouest.  Il dirige aussi l’Association pour le Développement de la Commune de Savalou (ADCS) et est à l’origine de la Foire départementale agro-écologique des Collines.

### Parcours politique
Il devient membre du CES en avril 2023,.  Le 26 février 2025, il est élu président de l'institution pour le compte de sa 7e mandature.  Il lance une tournée nationale dès avril 2025, en commençant par Natitingou puis Parakou, pour installer les conseils départementaux et coordonner avec les autorités locales,.
Le 26 mai 2025, il est également élu vice-président de l’UCESIF lors de l’assemblée générale tenue à Abidjan.

## Distinctions
13 août 2025:  Grand officier de l'ordre national du Bénin.